# L'immoralità
L'immoralità è un film del 1978 diretto da Massimo Pirri.

## Trama
Federico Anselmi, dopo avere violentato e ucciso una ragazzina, ne ha seppellito il corpo; messosi alla guida di un furgoncino, è inseguito dalla polizia e costretto a fuggire attraverso un bosco. Ferito a un braccio da un colpo di arma da fuoco, arriva nei pressi di un parco e qui viene soccorso da Simona, una dodicenne che abita in una villa con i genitori: il padre, paralitico, trascorre le giornate in completa solitudine circondato da collezioni di armi e orologi; la madre Vera, altrettanto insoddisfatta, si ritiene prigioniera del marito e cerca di attenuare i propri tormenti concedendosi ad altri uomini. Mentre gli allarmi che partono dal centro abitato fanno scattare la caccia all'uomo, Simona conduce il suo ospite in una taverna al riparo dagli inseguitori e tra i due nasce una complice amicizia. Le insistenze della polizia e di un gruppo di privati cacciatori di taglie portano Vera a insospettirsi; trovato l'assassino, nascosto nel rifugio, la donna cerca di volgere la situazione a proprio favore, proponendogli di eliminare fisicamente il marito in cambio del silenzio. Quindi il nascondiglio di Federico diventa l'interno della villa. Approfittando della momentanea assenza di Vera, Federico entra nel bagno dove Simona è intenta a lavarsi; per niente intimorita, la ragazzina esce dalla vasca e sdraiatasi sul tappeto, completamente nuda, l'invita a possederla.
Quando i cacciatori di taglie, liberi di agire senza l'ausilio della polizia, irrompono con la forza all'interno della villa, Simona entra di nuovo nella vasca per tenere lontani i cacciatori dalla porta del bagno dove rimane nascosto Federico. L'intervento del padre armato di fucile mette in fuga gli assalitori.
Scampato il pericolo, Vera, nel frattempo rientrata in casa, sale nella stanza del marito e, al termine di un confronto animato, gli rivela, in modo implicito, l'intenzione di farlo uccidere. Intanto Federico, dopo avere promesso a Simona che fuggirà solo con lei, si avvicina a Vera, già pronta per una delle sue uscite serali, e la conduce in una stanza della villa; tra i due si consuma un rapporto carnale spiato da Simona dal buco della serratura; durante il confronto che avviene la sera stessa tra Vera e Simona, quest'ultima le rinfaccia la sua avidità e le rivela di essersi concessa a Federico.
Il mattino seguente, dopo un tentativo fallito di fare fuggire Federico, diventato ormai un recluso, Simona, uscita da sola, si ripresenta davanti a casa con il commissario cui ha denunciato la presenza del fuggitivo nella villa. Dietro compenso promessole dal commissario, Vera è disposta a tradire il suo protetto e, intanto, chiude a chiave la stanza dove si nasconde Federico, portandosi a letto il commissario. Tutto si svolge sotto gli occhi di Simona la quale, scoperto che il padre s'è ucciso con un colpo di fucile, afferra una pistola ed entra nella camera da letto sparando alla madre e al suo occasionale amante; dopodiché libera Federico con cui si incammina, tenendolo per mano, all'esterno della villa, fantasticando su progetti futuri; dopo avere fatto entrare Federico in una grande voliera, Simona spara anche a lui e prosegue da sola lasciandosi alle spalle il cadavere.

## Accoglienza
Al tempo della sua uscita, il film venne accolto dalla critica in modo negativo. Morando Morandini, zio dello sceneggiatore Morando Morandini Jr, ne sottolinea la noncuranza della logica narrativa e della verosimiglianza, definendo Massimo Pirri come un regista che “non fa film, ma li commette“. Il quotidiano La Stampa lo liquida come uno dei tipici racconti che trasudano banalità.
Il film è rimasto per molto tempo misconosciuto, anche per la mancata circolazione sui principali circuiti televisivi nazionali, fino a una recente riscoperta.

## Edizione home video
Il DVD pubblicato nella collana Il Cinema Segreto Italiano per l'etichetta RaroVideo ha una durata dichiarata di 105 minuti.